# DB HBR

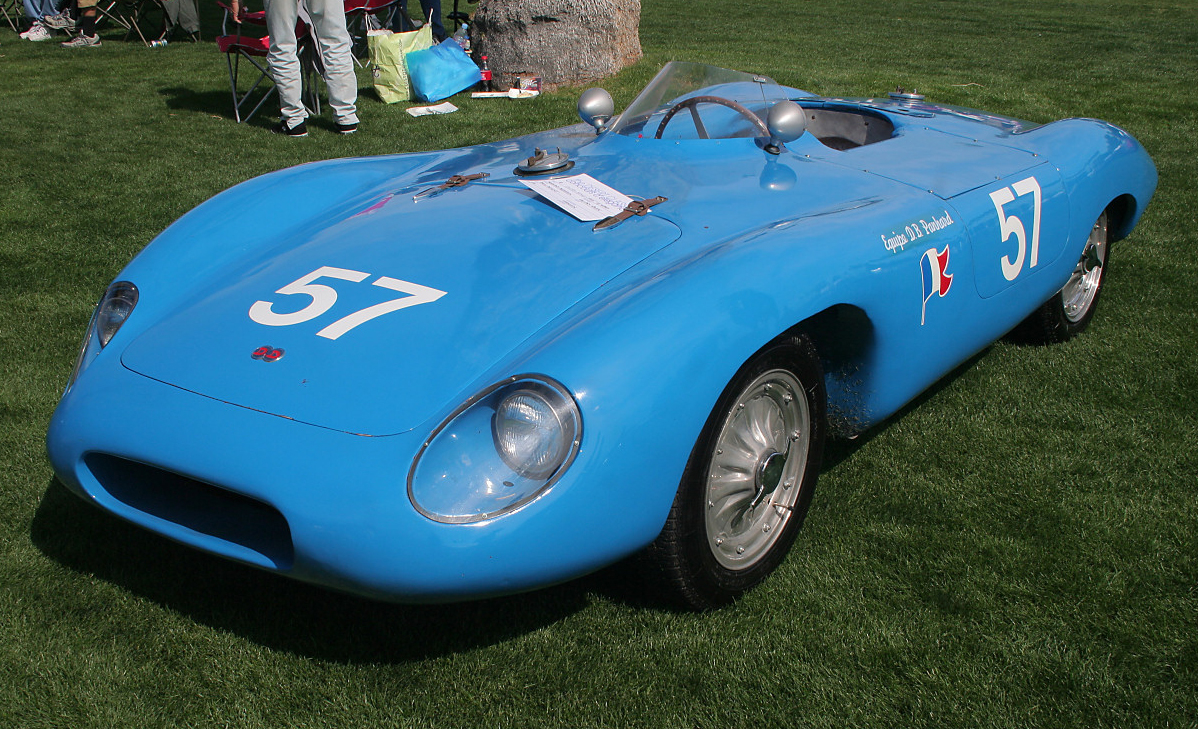
HBR von 1955; René Bonnet und Claude Storez fielen mit diesem Wagen beim 24-Stunden-Rennen von Le Mans nach einem Zündungsschaden in der neunten Rennstunde aus

Der DB HBR, auch DB Panhard HBR und DB HBR Sport, war ein Sportwagen der 1953 bei Deutsch & Bonnet entwickelt wurde und bis 1962 bei Sportwagenrennen zum Einsatz kam.

## Entwicklungsgeschichte
1932 hatte der französische Autorennfahrer und spätere Konstrukteur Charles Deutsch von seinem Vater eine Automobilwerkstatt geerbt und noch im selben Jahr an seinen Landsmann René Bonnet verkauft. 1938 gründeten sie dann gemeinsam in Champigny-sur-Marne das Unternehmen Automobiles D.B. zur Automobilproduktion. Die Markennamen lauteten D.B. und Deutsch & Bonnet. Nach dem Ende des Zweiten Weltkriegs begann die Produktion von Straßenwagen und die bereits vor dem Krieg begonnene Entwicklung von Rennwagen wurde fortgesetzt.
Zu den ersten Konstruktionen zählte der HBR, ein kleiner zweisitziger Spyder. Der Wagen beruhte weitestgehend auf Panhard-Technik, wie dem 0,7-Liter-2-Zylinder-Flachmotor. Die Karosserien waren aus Aluminium und teilweise aus Fiberglas. In einigen Fahrgestellen wurde der 0,7-Liter-Motor des Renault 4CV eingebaut.
Der HBR war der erste erfolgreiche Rennwagen des Unternehmens, der auch für private Teams und Fahrer produziert wurde. In den 1950er-Jahren wurde bei vielen Sportwagenrennen eine Index-Wertung geführt, die einen Ausgleich zwischen hubraumstarken- und hubraumschwachen Fahrzeugen herstellte. Dabei waren oft die kleineren Wagen im Vorteil. Heute ist diese Form der Wertung unbekannt und in den Rückblicken sind nur die Gesamtsiege bedeutend. In der Zeit der Rennen selbst war diese Indexierung jedoch von erheblicher Wichtigkeit und der HBR wurde vor allem aus diesem Grund entwickelt.

## Renngeschichte
Den ersten Renneinsatz hatte dieser kleine Rennwagen beim 12-Stunden-Rennen von Sebring 1953. René Bonnet selbst steuerte gemeinsam mit dem US-Amerikaner Wade Morehouse einen HBR an die elfte Stelle der Gesamtwertung und zum Sieg in der Klasse  für Sportwagen bis 0,7-Liter-Hubraum. Damit gab es bereits beim ersten Rennen den erhofften Erfolg. Es folgten weitere Meldungen bei den folgenden Veranstaltungen der Sportwagen-Weltmeisterschaft 1953. Im Juni 1953 gab es den überraschenden Gesamtsieg eines HBR beim Großen Preis von Roubaix gegen hubraumstärkere Konkurrenz. Nach fast drei Stunden Fahrzeit war René Bonnet fast zehn Minuten schneller gewesen als zum Beispiel Graham Whitehead im Aston Martin DB3 oder T.A.S O. Mathieson auf einem Maserati A6GCS.
1954 wurde das große Ziel des Indexsieges bei einem Weltmeisterschaftslauf Wirklichkeit. Die RAC Tourist Trophy dieses Jahres konnte mit einer sporthistorischen Besonderheit aufwarten, denn für die Punktevergabe der Weltmeisterschaft wurde nicht die Gesamtwertung, sondern die Index-Wertung herangezogen. Somit siegte dort der kleine HBR von Paul Armagnac und Gérard Laureau, der in der Gesamtwertung nur den 21. Rang belegt hatte.
In Le Mans war das beste Ergebnis eines HBR in der Gesamtwertung der zehnte Gesamtrang von Bonnet und Élie Bayol 1954. HBR's wurden bis 1962 gefahren und holten insgesamt 17. Klassen- und Indexsiege.